# Planinica (gmina Trstenik)
Planinica (cyr. Планиница) – wieś w Serbii, w okręgu rasińskim, w gminie Trstenik. W 2011 roku liczyła 166 mieszkańców.